# Enganyapastors d'Anthony
L'enganyapastors d'Anthony (Nyctidromus anthonyi) és una espècie d'ocell de la família dels caprimúlgids (Caprimulgidae) que habita garrigues i zones arbustives a l'oest dels Andes, des del nord-oest d'Equador fins al nord-oest de Perú.

## Taxonomia
Classificat tradicionalment a Caprimulgus és ubicat a Nyctidromus pel Congrés Ornitològic Internacional (versió 3.5, 2013) i pel South American Classification Committee arran els treballs de Han et al. 2010